# Nicolai
Nicolai ist ein Familienname und ein männlicher Vorname.

## Herkunft und Bedeutung
Der Name ist die russische Form von Nikolaus. Eine weitere Variante ist Nikolai.

## Varianten
- Nikolai
- Nicolaï
- Nicolay

## Namensträger

### Vorname
- Nicolai Abildgaard (1743–1809), dänischer Maler und Bildhauer
- Nicolai Borger (* 1974), deutscher Schauspieler, Regisseur und Autor
- Nicolai Brock-Madsen (* 1993), dänischer Fußballspieler
- Nicolai Dose (* 1958), deutscher Politikwissenschaftler
- Nicolai Eigtved (1701–1754), dänischer Architekt
- Nicolai Gedda (1925–2017), schwedischer Sänger (Tenor)
- Nicolai Hartmann (1882–1950), deutscher Philosoph
- Nicolai Jørgensen (* 1991), dänischer Fußballspieler
- Nicolai Müller (* 1987), deutscher Fußballspieler
- Nicolai Munch-Hansen (1977–2017), dänischer Musiker
- Nicolai von Myra, katholischer Heiliger, siehe Nikolaus von Myra
- Nicolai Pfeffer (* 1985), deutscher Klarinettist und Hochschullehrer
- Nicolai Rapp (* 1996), deutscher Fußballspieler
- Nicolai Tangen (* 1966), norwegischer Hedgefondsmanager

### A
- Adolf Nicolai (1805–1872), deutscher Unternehmer und Kirchenlieddichter
- Andreas Nicolai (* 1986), deutscher Filmeditor
- August Nicolai (1868–1941), sächsischer und osmanischer Offizier

### B
- Bernd Nicolai (* 1957), deutscher Kunsthistoriker
- Boris Nicolai (* 1985), deutscher Bocciaspieler
- Bruno Nicolai (1926–1991), italienischer Filmkomponist

### C
- Carl Nicolai, Pseudonym der fiktiven Figur Gottlieb Theodor Pilz (1789–1856)
- Carl Nicolai (Kunsthändler) (1878–1963), deutscher Kunsthändler
- Carl Nicolai (Sänger) (1785–1857), preußischer Tenor, Komponist, Chor- und Operndirigent, Vater von Otto Nicolai
- Carl Friedrich Ferdinand Nicolai (1772–1823), deutscher Pädagoge
- Carl Heinrich Nicolai (1739–1823), deutscher Lehrer, Theologe, Wanderführer und Schriftsteller
- Carl Heinrich Behrens-Nicolai (1873–1960), deutscher Architekt, siehe Heinrich Behrens-Nicolai
- Carl Otto Ehrenfried Nicolai (1810–1849), deutscher Komponist, siehe Otto Nicolai
- Carsten Nicolai (* 1965), deutscher Künstler, Musiker und Labelbetreiber
- Christian Gottfried Nicolai (1702–1783), deutscher lutherischer Theologe
- Christoph Gottlieb Nicolai (1682–1752), deutscher Verleger und Buchhändler in Berlin
- Christoph Joachim Nicolai von Greiffencrantz (1649–1715), deutscher Jurist und Kanzler der Herzogtümer Bremen und Verden
- Claudio Nicolai (Klaus Hennecke oder Klaus Brennecke; 1929–2020), deutscher Opernsänger

### D
- Daniel Nicolai (Jurist, 1613) (Daniel Nicolai von Greiffencrantz; 1613–1670), deutscher Jurist, Hofrat, Kammerrat, und Kanzler der Herzogtümer Bremen und Verden
- Daniel Nicolai (Jurist, 1683) (1683–1750), deutscher Jurist
- Dorothea Nicolai (* 1962), deutsche Kostümbildnerin

### E
- Elena Nicolai (1905–1993), bulgarische Opernsängerin
- Ernst Anton Nicolai (1722–1802), deutscher Mediziner
- Ernst August Nicolai (1800–1875), deutscher Mediziner und Naturforscher
- Ernesto Nicola Nicolai (* 1960), Schweizer Künstler

### F
- Ferdinand Friedrich von Nicolai (1730–1814), deutscher General
- Frank Nicolai (* 1963), deutscher Aktivist des evolutionären Humanismus
- Friedrich Nicolai (1733–1811), deutscher Verleger und Schriftsteller
- Friedrich Bernhard Gottfried Nicolai (1793–1846), deutscher Astronom
- Fritz Nicolai (1879–1946), deutscher Wasserspringer

### G
- Georg Friedrich Nicolai (1874–1964), deutscher Mediziner und Soziologe
- Giovanni Francesco Nicolai († 1737), römisch-katholischer Geistlicher
- Gottlob Samuel Nicolai (1725–1765), deutscher Theologe und Philosoph
- Gustav Nicolai (1795–1868), deutscher Schriftsteller und Komponist

### H
- Harry Nicolai (1936–2006), deutscher Musikproduzent, Musiker und Musikredakteur
- Heinrich Nicolai (1605–1660), deutscher Theologe und Philosoph
- Heinrich Behrens-Nicolai (1873–1960), deutscher Architekt
- Heinz Nicolai (1908–2002), deutscher Germanist
- Helmut Nicolai (1895–1955), deutscher Jurist
- Henning Andreas Nicolai, deutscher Militärkartograf
- Hermann Nicolai (Architekt) (1811–1881), deutscher Architekt
- Hermann Nicolai (Mediziner) (1847–1902), deutscher Generoberalarzt
- Hermann Nicolai (Physiker) (* 1952), deutscher Physiker
- Hermann Nicolai (Diplomat) (* 1959), deutscher Diplomat

### J
- Johann Nicolai (Theologe) (1653/1665–1708), deutscher Theologe, Historiker und Hochschullehrer
- Johann Christian Wilhelm Nicolai (1757–1828), deutscher Naturforscher und Pädagoge
- Johann Christoph Nicolai (1623–1681), deutscher Theologe
- Johann David Nicolai (1742–1826), deutscher Pastor und Pädagoge
- Johann Friedrich Nicolai (1639–1683), deutscher Pastor, Generalsuperintendent von Sachsen-Lauenburg
- Johann Georg Nicolai (1618–1690), deutscher Jurist
- Johann Michael Nicolai (1629–1685), deutscher Violonist und Komponist
- Johann Nikolaus Nicolai (1748–1801), deutscher Mediziner
- Jonas Nicolai (1579–1646), deutscher Theologe und Pastor
- Jürgen Nicolai (1925–2006), deutscher Ornithologe

### K
- Karl Nicolai (1839–1892), deutscher Schultheiß und Politiker

### L
- Laurentius Nicolai Norvegus (um 1540–1622), norwegischer Jesuit

### M
- Melchior Nicolai († 1659), deutscher Theologe und Propst
- Mia Nicolai (* 1996), niederländische Sängerin

### N
- Norica Nicolai (* 1958), rumänische Politikerin

### O
- Olaf Nicolai (* 1962), deutscher Künstler
- Otto Nicolai (1810–1849), deutscher Komponist
- Otto Nathanael Nicolai (1710–1788), deutscher Theologe

### P
- Paolo Nicolai (* 1988), italienischer Beachvolleyballspieler
- Philipp Nicolai (1556–1608), deutscher Pfarrer und Liederdichter

### R
- Raniero Nicolai (1893–1953), italienischer Dichter
- Roberto Nicolai (* 1959), italienischer Altphilologe
- Rudolf Nicolai (1885–1970), deutscher Lehrer und Heimatforscher

### S
- Sibylle Nicolai (* 1950), deutsche Moderatorin, Schauspielerin und Synchronsprecherin

### T
- Theodor Nicolai (1837–1911), deutscher Generalmajor
- Thomas Nicolai (* 1963), deutscher Komiker und Schauspieler

### U
- Ulrich Nicolai (* 1949), deutscher Dirigent und Hochschullehrer

### W
- Walter Nicolai (Altphilologe) (1933–2018), deutscher Altphilologe
- Walter Nicolai (Offizier) (1873–1947), deutscher Geheimdienstoffizier